# Prvenstvo Jugoslavije u velikom rukometu za žene
Prvenstvo Jugoslavije u velikom rukometu za žene se održavalo između 1948. i 1956. godine. S vremenom se veliki rukomet prestao igrati, pa je zamijenjen prvenstvom u rukometu.

## Popis prvaka i doprvaka
| godina | prvak             | doprvak               |
| ------ | ----------------- | --------------------- |
| 1948.  | Subotica          | Zagreb                |
| 1949.  | Spartak Subotica  | Zagreb                |
| 1950.  | Zagreb            | Spartak Subotica      |
| 1951.  | Zagreb            | Spartak Subotica      |
| 1952.  | Zagreb            | Crvena zvezda Beograd |
| 1953.  | Spartak Subotica  | Svoboda Ljubljana     |
| 1954.  | Spartak Subotica  | Lokomotiva Zagreb     |
| 1955.  | Lokomotiva Zagreb | Spartak Subotica      |
| 1956.  | Spartak Subotica  | Lokomotiva Zagreb     |